# Коломиец, Юрий Афанасьевич
Юрий Афанасьевич Коломиец (25 октября 1925, Христиновка — 2 апреля 2014, Киев) — украинский советский государственный деятель. Член КПСС с 1953 года; кандидат в члены ЦК КПСС в 1981—1990 годах. Министр заготовок Украинской ССР (1977—1979). Депутат Совета Союза Верховного Совета СССР 10-11 созывов (1979—1989) от Житомирской области. Народный депутат СССР.

## Биография
Украинец. Родился в семье крестьянина-бедняка.
Окончил Уманский сельскохозяйственный институт в 1954 году.
В 1944—1948 годах — в Советской Армии, участник Великой Отечественной войны.
С 1959 года — на советской и партийной работе.
В 1965—1970 годах секретарь Черкасского обкома КП Украины,
В 1970—1977 годах — заместитель, первый заместитель министра сельского хозяйства Украинской ССР,
В 1977—1979 годах — министр совхозов Украинской ССР,
В 1979—1980 годах — первый заместитель председателя Госплана Украинской ССР,
В 1980—1990 годах — первый заместитель председателя Совета Министров Украинской ССР,
В 1985—1989 годах — председатель Государственного агропромышленного комитета Украинской ССР.
С 1990 года — на пенсии.
Умер 2 апреля 2014 года в Киеве. Похоронен на Байковом кладбище (участок № 33).